# Chloridolum plicaticolle
Chloridolum plicaticolle là một loài bọ cánh cứng trong họ Cerambycidae.